# Baronia de Cabrenys
La baronia de Cabrenys era un territori feudal muntanyenc al voltant de la vila fortificada de Maçanet de Cabrenys, a l'Alt Empordà, per bé que també comprenia llocs al Rosselló, com Costoja (Vallespir), Serrallonga (d'on provenia en nom Cabrenys, pel lloc de Cabrenç) i Sant Llorenç de Cerdans.
Aquesta baronia era possessió de la família Serrallonga, fins que a principis del segle xiv l'hereva, Beatriu, es va casar amb Dalmau IV de Rocabertí. Els fills d'aquest matrimoni, Guillem Galceran i Timbor es casaren amb els fills del jutge Hug III d'Arborea, Maria i Marià, respectivament. Com que Marià era l'hereu de les possessions sardes d'aquesta família, els Rocabertí decidiren que per a Guillem Galceran i Maria seria la baronia de Cabrenys. Així és com s'inicia una branca del llinatge Rocabertí que portarà el domini d'aquesta baronia una bona colla d'anys amb membres d'una importància destacada. A Guillem Galceran de Rocabertí el van succeir successivament els seus dos fills Guerau de Rocabertí i Guillem Hug de Rocabertí, ja al segle xv. Els fills d'aquest últim foren uns destacats actors polítics d'aquest convuls segle català i amb gran importància: l'hereu Dalmau de Rocabertí i d'Erill, Bernat Hug de Rocabertí i Pere de Rocabertí.

## Barons de Cabrenys
- Guillem Galceran de Rocabertí
- Guerau Galceran de Rocabertí
- Guillem Hug de Rocabertí
- Dalmau de Rocabertí i d'Erill
- Guerau de Rocabertí i Cervelló
- Pere de Rocabertí i Montcada (†1555)
- Felip-Dalmau de Rocabertí (†1562)
- Francesc de Rocabertí (†1589). Va fer hereva la seva esposa Elionor de Peguera, que va deixar la baronia en herència al seu germà Bernat de Peguera.
- Eulàlia de Peguera, casada amb Felip de Sorribes.
- Josep de Sorribes.
- Josefa de Sorribes, casada amb Frances de Ros, comte de Sant Felius.
- Joan de Ros i de Sorribes.
- Joan de Ros i de Margarit.
- Joan de Ros i de Banyuls.